# Helena Hamerow
Helena Hamerow, née le 18 septembre 1961, est une archéologue britannique d'origine américaine.
Elle est principalement connue pour ses recherches sur l'archéologie des premières communautés médiévales du nord-ouest de l'Europe. Elle est professeur d'archéologie du haut Moyen Âge et directrice de l'École d'archéologie de l'Université d'Oxford.

## Biographie

### Jeunesse et formation
Helena Francisca Hamerow naît le 18 septembre 1961. Elle est la fille de l'historien Theodore S. Hamerow. Elle effectue ses études supérieures à l'Université du Wisconsin à Madison de 1979 à 1983, et y obtient un Bachelor of Arts en anthropologie. Elle continue ses études à l'Université d'Oxford, où elle obtient son doctorat en 1988,.

### Universitaire
Helena Hamerow est chargée de recherche au Somerville College à Oxford jusqu'en 1990. Elle est nommée en 1991 chargée du cours d'archéologie du haut Moyen Âge à l'Université de Durham. En 1996, elle retourne à Oxford comme professeur d'archéologie médiévale ancienne, où elle enseigne encore. Elle est aussi une ancienne du St Cross College, où elle est vice-maître de 2005 à 2008. Elle dirige ensuite l'école d'archéologie de 2010 à 2013.
Elle est élue membre du Conseil de l'Université d'Oxford.

### Recherches archéologiques
Les recherches de Helena Hamerow portent sur l'archéologie des communautés rurales à l'époque anglo-saxonne. Elle étudie surtout l'impact sur les agriculteurs et les premiers établissements médiévaux que sont la fondation de monastères, de royaumes et de villes. Ses recherches et ses écrits portent sur l'archéologie des colonies des régions le long la mer du Nord, de 400 à 900 apr. J.-C. Elle participe à plusieurs projets sur la haute vallée de la Tamise pendant la période anglo-saxonne, notamment à Sutton Courtenay et à Dorchester. Helena Hamerow dirige un projet de quatre ans financé par le Conseil européen de la recherche (ERC) : Feeding Anglo-Saxon England : The Bioarchaeology of an Agricultural Revolution. L'objectif de ce projet est d'étudier la « révolution agricole » qui s'est produite en Europe entre 800 et 1200 apr. J.-C., avec le développement de l'agriculture céréalière.
L'Université d'Oxford détient des archives de résultats non publiés provenant des fouilles de Sonia Chadwick Hawkes. Helena Hamerow, qui était une de ses étudiants, dirige jusqu'en 2007 un projet de numérisation des archives. Ce projet a été financé par le Conseil de recherche sur les arts et les sciences humaines et la Römisch-Germanische Kommission,.
Helena Hamerow participa à la direction des fouilles en cours à Dorchester-on-Thames, dans le cadre du projet de recherche Discovering Dorchester. Elle avait joué un rôle essentiel dans la conception du projet en 2007 et participe depuis le début à la direction de ce projet, qui est parrainé par trois sponsors : l'École d'archéologie d'Oxford, Oxford Archaeology et le musée de Dorchester. Le site de Dorchester se distingue par la grande quantité de vestiges archéologiques importants, allant de la période préhistorique à l'époque médiévale.
Elle est aussi chercheuse principale du projet multidisciplinaire Origins of Wessex, qui enquête sur le développement du royaume de Wessex dans la vallée supérieure de la Tamise. Cette région est réputée pour sa richesse en archéologie anglo-saxonne. L'équipe du projet fouille le site d'une grande colonie anglo-saxonne à Long Wittenham dans l'Oxfordshire. Ce site comporte notamment un cimetière anglo-saxon exceptionnellement meublé et de nombreux grands bâtiments anglo-saxons.

### Interventions médiatiques
Helena Hamerow intervient sur BBC Radio 4 pour l'émission Digging for Britain en 2010 et pour l'émission King Alfred and the Anglo Saxons en 2013. De 2008 à 2010, elle participe à deux épisodes de la série télévisée Time Team sur l'archéologie.
Le gouvernement britannique annonce en 2008 que tous les restes humains découverts lors de fouilles archéologiques en Angleterre et au Pays de Galles doivent être réenterrés dans les deux ans qui suivent. En 2011, Helena Hamerow est l'une des quarante archéologues de premier plan qui publient dans le Guardian une lettre ouverte au secrétaire à la Justice, Kenneth Clarke, demandant plus de temps pour étudier les anciens restes humains trouvés lors de fouilles archéologiques. Quelque temps après, en réponse à cette lettre ouverte, le ministère de la Justice commence à délivrer des autorisations aux musées, leur permettant de conserver des restes humains pour analyse. Les négociations ont aussi repris avec les représentants de l'English Heritage et de l'Institute for Archaeologists pour élaborer une nouvelle politique de conservation et d'inhumation des restes humains.

## Prix et distinctions
Helena Hamerow est élue en mai 1996 membre de la Society of Antiquaries of London. Elle est la commissaire de Historic England, elle a présidé la Society for Medieval Archaeology et elle est la vice-présidente de l'Institut royal d'archéologie.

## Principales publications

### Ouvrages
- (en) Image and Power in the Archaeology of Early Medieval Britain: Essays in Honour of Rosemary Cramp, Oxford, Oxbow, 2001 (ISBN 978-1842170519)
- (en) Early Medieval Settlements: the Archaeology of Rural Settlements in Northwest Europe 400-900, Oxford University Press, 2002 (ISBN 978-0199273188)
- (en) Helena Hamerow, David Hinton et Sally Crawford, The Oxford Handbook of Anglo-Saxon Archaeology (Oxford Handbooks), Oxford University Press, 2011 (ISBN 978-0199212149)
- (en) Rural Settlements and Society in Anglo-Saxon England, Oxford University Press, 2012 (ISBN 978-0199203253)

### Principaux articles
- (en) « The development of Anglo-Saxon rural settlement forms », Landscape History, vol. 31, no 1,‎ 2010, p. 5–22 (DOI 10.1080/01433768.2010.10594612, S2CID 140697238, lire en ligne , consulté le 22 mai 2020)
- (en) « 'Special Deposits' in Anglo-Saxon Settlements », Medieval Archaeology,‎ 2013, p. 1–30 (lire en ligne , consulté le 22 mai 2020).
- (en) « A high-status seventh-century female burial from West Hanney, Oxfordshire », The Antiquaries Journal, vol. 95, no 95,‎ 2015, p. 91–118 (DOI 10.1017/S0003581514000742, S2CID 162758325, lire en ligne, consulté le 22 mai 2020).
- (en) « Furnished female burial in seventh-century England: gender and sacral authority in the Conversion Period », 24, vol. Medieval Europe, no 4,‎ 2016, p. 423–447.
- (en) Helen Hamerow, Amy Bogarrd, Mike Charles et Christopher Ramsey, « Feeding Anglo-Saxon England: the bioarchaeology of an agricultural revolution », Antiquity, vol. 93, no 368,‎ 2019, pdf (DOI 10.15184/aqy.2019.27, lire en ligne, consulté le 22 mai 2020).